# Torre delle Barbici
La Torre delle Barbici, o Torre della Regina o Torre di Punta Teja, è una delle quattro torri costiere dell'Isola di Capraia, nell'arcipelago Toscano. Il luogo si chiamava anche anticamente Barbisi o Barbici, da cui derivano altri nomi della torre. 
Il nome Torre della Regina non ha alcun fondamento storico.
Essa si trova sul versante ovest dell'isola a sorvegliare il canale dal lato della Corsica. Fu costruita dai Genovesi nel 1699 per controllare le incursioni nemiche dei Corsari. Tramite segnali di fumo era in contatto con tutte le altre torri dell'isola. La torre è l'unica a base quadrata dell'isola ed il suo aspetto oggi è diroccato, anche perché non è mai stata restaurata e dal 2009  è accessibile via terra con un nuovo sentiero che parte dalla zona di Porto Vecchio (Ex Carcere).